# Elusor macrurus
Elusor macrurus – gatunek żółwia bokoszyjnego z rodziny matamatowatych (Chelidae), jedyny przedstawiciel rodzaju Elusor, opisany w 1994 r. przez Leglera i Canna. Żółwie te zaobserwowano jedynie w australijskiej rzece Mary w Queensland.

## Opis i habitat
Długość ok. 40 cm. Cechą charakterystyczną jest specjalny organ w kloace służący do oddychania. Dojrzałość płciową osiąga w wieku 25 (samce) lub 30 lat (samice). Zamieszkuje dobrze natlenione części rzeki o wartkim nurcie. Gniazduje na lądzie.
Gatunek zagrożony wymarciem, jeden z najbardziej zagrożonych gadów.